# Devil’s Peak (Südafrika)
Der Devil’s Peak (engl. für Teufelsspitze; afrikaans Duiwelspiek) ist ein Berg in Kapstadt, Südafrika an der Ostseite des Tafelbergs. Er hat eine Höhe von 1002 Metern und ist neben dem Lion’s Head einer der Gipfel des Tafelberg-Massivs.
Der Berg ist mit Fynbos bewachsen, der für die Kapregion typischen Vegetation.

## Geschichte
Einer Legende nach soll der Pirat van Hunks sich Anfang des 18. Jahrhunderts auf den Devil’s Peak zurückgezogen haben, um dort zu leben. Eines Tages kam ein Unbekannter vorbei, mit dem er einen Rauchwettbewerb durchführte, der über mehrere Tage ging. Der Pirat gewann und der Unbekannte musste seinen Namen nennen: Es war der leibhaftige Teufel. Beide Personen sollen sich in Rauch aufgelöst haben, der über den Tafelberg gezogen sei. So soll die berühmte Wolkendecke über dem Massiv entstanden sein, die sogenannte „Tischdecke des Tafelbergs“. Von dieser Legende soll auch der Name des Bergs kommen.
Allerdings war der Name früher Taubenspitze. In Kapstadt wurde bis 1806 viel Niederländisch gesprochen; somit war auch der Name der Erhebung niederländisch. Da „Taube“ und „Teufel“ sich in der Sprache sehr ähnlich anhören, kam es im Lauf der Zeit zu dieser Veränderung.
Im Jahr 1795 wurde der Berg von den Engländern zur Befestigung der Stadt verwendet. Es befinden sich dort immer noch historische Gebäude und Kanonen. Eines der Gebäude – das vom britischen General, Sir James Craig, errichtete Lion’s Blockhaus – wurde zum Nationaldenkmal erklärt.
Am Morgen des 18. April 2021 begann sich an den Flanken des Devil’s Peak zwischen Rondebosch und Vredehoek ein Flächenbrand auszubreiten, der große Areale des natürlichen Bewuchses vernichtete. Ferner griff das Feuer auf einige Gebäude über und richtete erheblichen Schaden in Teilen der Universität Kapstadt sowie bei weiteren Gebäuden und an der denkmalgeschützten Windmühle Mostert’s Mill an. Es kam zur vorsorglichen Evakuierung von tausenden Studenten und Anwohnern. Vier Einsatzkräfte der Brandbekämpfung mussten wegen Verletzungen stationär behandelt werden. Es wurde Brandstiftung vermutet.